# Jørgen Bech Simony
Jørgen Bech Simony (født 5. februar 1887 i Aalborg, død 12. november 1944 i Svesinglejr) var politimester i Varde.
Simony var modstandsmand under 2. verdenskrig og blev i januar 1943 gjort til leder af modstandsarbejdet af Flemming Juncker. Han blev anholdt 12. december 1943 efter sabotagen på Callesens Maskinfabrik i Aabenraa, senere deporteret til den tyske KZ-lejr Neuengamme, dernæst til en udekommmando til Svesinglejren, hvor han døde 12. november 1944. 
Simony har fået en vej opkaldt efter sig i Varde.